# Агітпроп

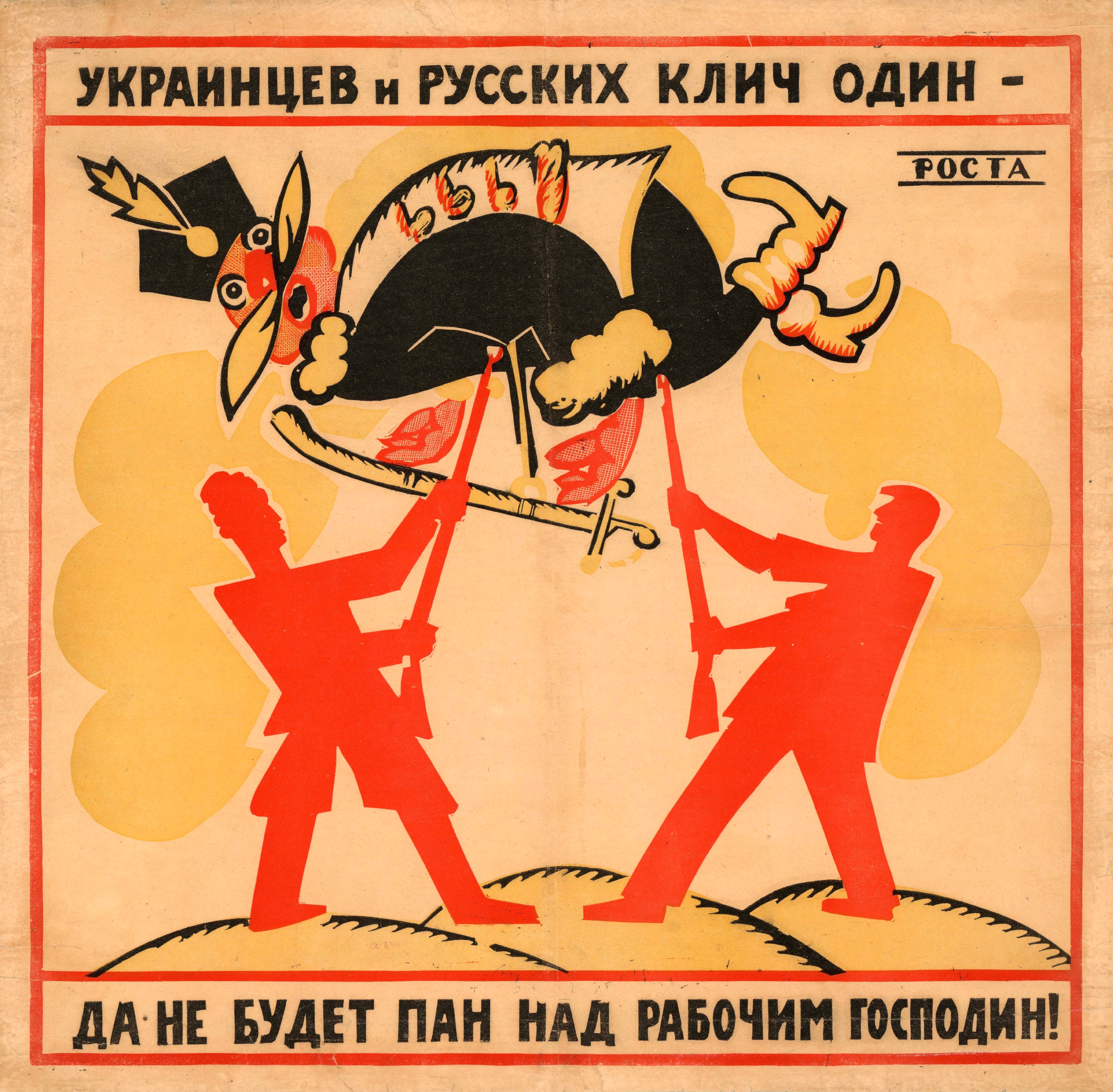
Плакат Маяковського на тему пролетарської єдності народів. РРФСР, 1920 рік

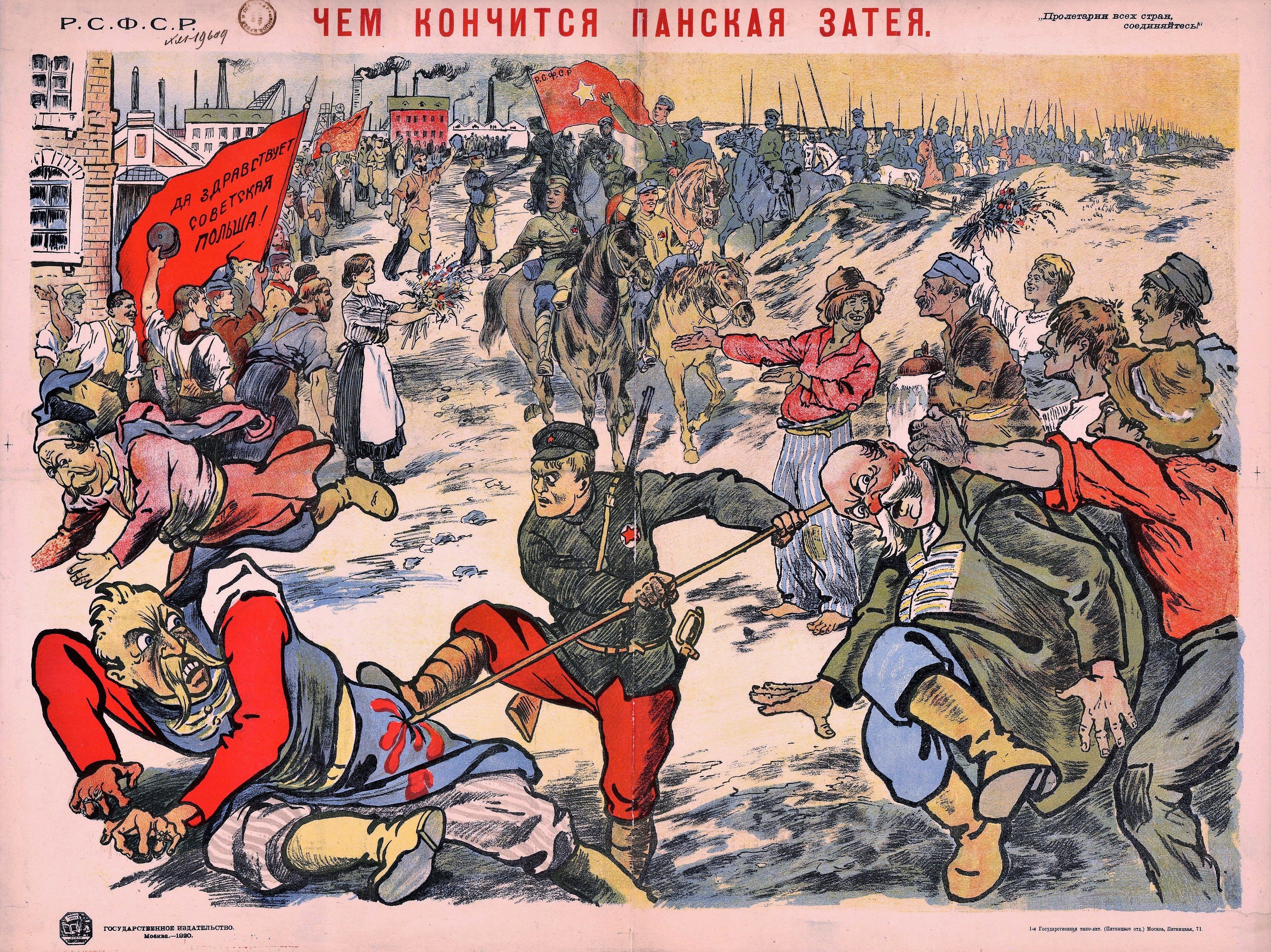
«Чим закінчиться панська затія» — агітпропівський плакат часів радянсько-польської війни

Агітпроп (абревіатура від — агітація і пропаганда).

У вужчому значенні агітпроп — організаційна інституція Всеросійської комуністичної партії більшовиків, згодом КПРС та її Центрального Комітету.

У ширшому, переносному, значенні агітпроп — пропаганда загалом і радянська пропаганда зокрема. У сучасний період термін «агітпроп» почав вживатися і під час проведення виборів для позначення заангажованої передвиборчої агітації на користь як правило провладних кандидатів. 

## Відділ агітації і пропаганди ЦК КПРС
Установа, організаційна інституція КПРС в СРСР — Відділ агітації і пропаганди ЦК КПРС. Такі ж відділи були в єрархічно нижчих структурних органах КПРС — у центральних комітетах всіх союзних республік СРСР, обкомах, міськкомах та райкомах Партії. Наприклад, перший президент України Леонід Макарович Кравчук до 1988 р. працював завідувачем відділу агітації і пропаганди ЦК КПУ.
Відділи пропаганди і агітації були в партійній єрархії підпорядковані секретарям з ідеології. Їх головною ціллю було «комуністичне виховання» радянського народу, формування комуністичного світогляду «радянської людини» — через контроль та цензуру культури та масової інформації, а також методами безпосереднього розповсюдження компартійної інформації. У віданні агітпропу знаходилися ЗМІ СРСР — преса, телебачення та радіо, агітпроп видавав також власні часописи.
До переліку основних цілей ідеологічної роботи агітпропу також входила боротьба з «впливом Заходу, що розкладає», з проявами «дрібнобуржуазного націоналізму», з релігією та церквою.
Агітпроп безпосередньо «курирував», тобто керував роботою таких суспільних організацій творчої інтелігенції в СРСР, як:

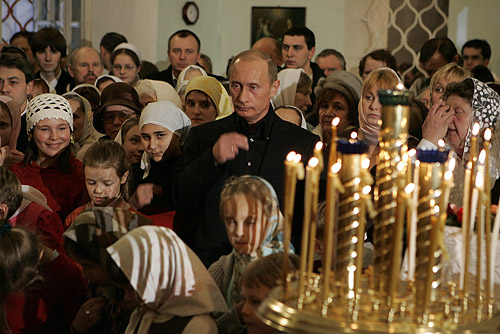
Істинно православний президент православного народу. РФ, 2000-ті роки

- Спілка радянських письменників
- Спілка журналістів
- Спілка кінематографістів СРСР
- Спілка театральних діячів
- Спілка художників СРСР
- Спілка композиторів СРСР
- та ін.

## У широкому сенсі
Під «агітпропом» в 1917–1991 роках розуміли комуністичну агітацію і пропаганду радянської держави, тобто — систему ідеологічного «виробництва» та контролю, ідейно-культурну продукцію одержавлених культурних та мистецьких інституцій і установ. Тобто результат діяльності вищезгаданих компартійних установ та керованих ними діячів мас медіа, культури, митців. В наш час, «агітпроп» на «пострадянському просторі» — це в першу першу чергу державні «теленовини», керовані зверху політизовані ток-шоу, «телемости» президента з народом, патріотично-політичні романи, кінофільми, вистави, публіцистика тощо.

## Переносне значення
У наш час поняття «Агітпроп» часом містить критично-сатиричний контент. Під ним розуміють специфічну «продукцію» масової культури, літератури та мистецтва тоталітарного — в недавньому минулому — «комуністичного» суспільства, котрій притаманні:
- відверта політична та ідеологічна продержавна ангажованість
- низький смак
- орієнтація на некритично мислячого масового споживача.

## Виноски
1. ↑  Нестерович В.Ф. (2020). Виборча кампанія: Словник сленгових термінів та виразів. Київ: Видавництво Ліра-К. с. 24—25. Архів оригіналу за 22 лютого 2020. Процитовано 20 травня 2022.
2. ↑  Наприклад: «Блокнот агітатора»
«Пропагандист и агитатор»
«Агитатор» тощо